# Abbaye de Saint-Jean-lès-Sens
L'ancienne abbaye de Saint-Jean-lès-Sens, actuellement l'hôpital Saint-Jean, est située à Sens, au nord de la Bourgogne, dans l'actuel département de l'Yonne. Cette abbaye suivait la règle de saint Augustin. L’église est classée comme monument historique depuis 1862, les façades et toitures des bâtiments ainsi que le sol des cours et jardins sont classés depuis le 24 octobre 1960.

## Histoire de l'abbaye
L'abbaye avait été fondée au début du VIe siècle par l'archevêque saint Héracle de Sens, avec l'apparition de la dynastie mérovingienne.
De ce vaste ensemble, il ne reste pratiquement plus rien. La chapelle Saint-Jean actuelle est constituée du chœur de l’abbatiale du XIIIe siècle des Augustins. Cet élégant édifice gothique est exceptionnellement lumineux, grâce à ses hautes baies et à sa hauteur exceptionnelle. La chapelle occupe la place de l’ancienne cuisine de l’abbaye, devenue hôpital à la Révolution.
Actuellement, le site de l’ancienne abbaye conserve les lieux réguliers, un bâtiment en U dont les façades et les toitures datent du XVIIIe siècle, et l’ancienne église abbatiale médiévale reconstruite partiellement au XVIIe siècle.
Ancienne maison de retraite, le site est en 2019 en cours de réhabilitation pour installer une nouvelle unité hospitalière, mais l'église, fermée au public, est dans un grand état de délabrement et entourée de barrières.
Cette abbaye possédait une exploitation agricole à Lixy (Gatinais) et un prieuré à Chaumont.

## Description de l'abbaye
L’abbaye Saint-Jean se situait à l’époque médiévale hors les murs, plus précisément dans le faubourg Saint-Savinien, à l’est de la ville. Elle est placée sur la route menant à Troyes, donc sur un des grands axes marchands desservant la ville de Sens. De nombreuses transactions commerciales s’effectuaient entre les deux villes, entre autres par le biais des foires de Champagne. On accédait alors à la ville de Sens par la porte Notre-Dame, aujourd’hui détruite, qui était presque dans l’axe de l’abbaye. Il faut préciser que l’abbaye n’était éloignée des murailles que d’une centaine de mètres.
L’église se place à l’extrémité nord de l’aile Est du cloître. Elle présente un plan de type basilical à trois vaisseaux, avec une chapelle axiale à cinq pans. Seuls le chœur et la chapelle appartiennent à l’édifice médiéval. La nef a été rebâtie au XVIIe siècle. La façade reprend le style ionique. Elle possède un grand portail central et deux petits portails latéraux. Au-dessus du portail central se place une rose de style gothique flamboyant. Au-dessus des portails latéraux se trouve une fenêtre géminée en plein cintre, surmontée d’un oculus. L’accès à l’église ne se fait plus par les portails de la façade, mais par une petite porte qui s’ouvre sur la première travée du déambulatoire Nord.
Les traces de plusieurs portes, aujourd’hui bouchées, sont visibles dans la deuxième travée Nord et dans la troisième travée Nord. Une autre se trouve sur le pan coupé Sud de la chapelle. Une quatrième est visible dans la première travée Sud. Il existe encore une porte dans la première travée sud qui permet l’accès au cloître.

## Chapelle Saint-Jean de Sens

### Mobilisation pour la sauvegarde
En avril 2024, Mkrtitch Martirossyan, un étudiant de la faculté de Droit de l'Université de Bourgogne originaire de Sens et président de l'Association Sens Patrimoine, a lancé une campagne de sensibilisation pour sauver la chapelle Saint-Jean. Cette initiative a rapidement attiré l'attention des autorités locales, en particulier celle de l'hôpital de Sens, propriétaire de la chapelle. Sous la pression médiatique et grâce à un plaidoyer public, l'hôpital a été contraint de se saisir du dossier de restauration.
L'un des points de cette mobilisation a été la sélection de la chapelle Saint-Jean pour le Loto du patrimoine en septembre 2024. Ce programme national, piloté par Stéphane Bern, vise à financer la restauration des sites en péril à travers la France. La sélection de la chapelle a été facilitée par une lettre ouverte adressée à Stéphane Bern, qui mettait en lumière l'urgence de la situation et l'importance de ce monument pour le patrimoine de Sens.
En janvier 2025, l'Association Sens Patrimoine, sous l'impulsion de Mkrtitch Martirossyan, a saisi le tribunal administratif de Dijon pour engager la responsabilité du Centre hospitalier de Sens concernant l'état de la chapelle Saint-Jean. L'association reproche à l'établissement une inaction prolongée ayant entraîné une dégradation notable de l'édifice, pourtant inscrit au patrimoine. Elle demande au tribunal de reconnaître la responsabilité du Centre hospitalier de Sens et d’ordonner de mettre en œuvre des travaux d’urgence pour stabiliser la structure. En outre, elle sollicite l’élaboration d’un programme complet de restauration à réaliser dans un délai déterminé.